# Straja (okręg Kluż)
Straja – wieś w Rumunii, w okręgu Kluż, w gminie Căpușu Mare. W 2011 roku liczyła 91 mieszkańców.